# Musō Soseki
 (janvier 2021).
Musō Soseki (夢窓疎石, 1275 - 20 octobre 1351), ou Musō Kokeshi (夢窓国師), est un moine bouddhiste zen de l'école Rinzai. Fondateur de quatorze temples zen à Kyoto et Kamakura, maître de l'art des jardins et de la voie de l'écriture, Musō Soseki peut être considéré comme l'un des initiateurs de l'âge d'or du zen au Japon.

## Biographie
Il est originaire de la province d'Ise. Sa mère aurait vu en rêve une lumière d'or entrer dans sa bouche après avoir imploré Avalokiteshvara de lui donner un enfant. De fait, la dévotion de Muso fut très précoce, et en 1283, âgé de neuf ans, il entra dans un temple Shingon. Là, il étudia les doctrines ésotériques Shingon et Tendai.
À 18 ans, il reçut la tonsure et se consacra à l'étude des sutras. Déçu, il se tourna vers le zen en 1294 au Todai-ji et choisit Issan-Ichinei comme maître zen. Ne trouvant pas l'illumination, il partit en pèlerinage vers le nord du Japon et parvint à la compréhension du zen  vers 1305. 
Son maître d'alors, Kôho-Kennichi le confirma comme son successeur. De plus en plus connu, il fut chois par l'empereur Go-Daigo comme maître zen au temple Nanzen-ji à Kyoto en 1325. L'empereur lui décerna aussi l'appellation de Musô Kokushi, soit « Musô Enseignant National ». L'année suivante, après avoir fondé un temple dans la province d'Ise, Musō Soseki se rendit à Kamakura où il séjourna dans un temple. Après la chute des Bakufu de Kamakura, il retourna au Nanzen-ji. Il reçoit plus tard le soutien du shogunat des Ashikaga.

## L'art des jardins zen
L'art des jardins était pour Musō essentiel et il en dégagea la signification spirituelle. Le jardin est un reflet de la Pure Nature : les pics se dressent sans poussière et les ruisseaux coulent sans eau. Muso est le principal architecte de plusieurs grands jardins de l'époque, dont ceux des temples Saihō-ji et Tenryu-ji. Le jardin du Tenryu-ji se caractérise par des compositions de pierres abruptes autour d'un étang et se démarque des jardins précieux et maniérés d'autres monastères.

## Œuvres littéraires
Maître de la « Voie de l'écriture », il fut l'un des auteurs majeurs de la « Littérature des cinq Montagnes » (Gozan-Bungaku) :
- Entretiens
- Dialogues dans le rêve (Mucho-mondo), son chef-d'œuvre.
- Sermons
- Poèmes
- Recueil des résonances de la Vallée

### Œuvres traduites
- Muso Soseki (trad. M. et M. Shibata), Dialogues dans le rêve, Paris, G.-P. Maisonneuve & Larose, 1974, 224 p. (ISBN 2-7068-0570-6)
- (en) Dialogues in a Dream: The Life and Zen Teachings of Muso Soseki (trad. et annoté par Thomas Yûhô Kirchner), Sommerville (MA), Wisdom Publications, 2015, 448 p. (ISBN 978-1-614-29253-1)
- (en) Sun At Midnight: Poems and Letters (trad. par W.S. Merwin & Soiku Shigematsu), Port Townsend (WA), Copper Canyon Press, 2013, 200 p. (ISBN 978-1-556-59439-7)
- (en) Dream conversations On Buddhism and Zen (trad. et introduction par Thomas Cleary, version abrégée de Dialogues in a Dream), Boulder (CO), Shambhala, 1996, 112 p. (ISBN 978-1-570-62206-9)

### Études

#### Livres
- (en) Keir Davidson, A Zen Life in Nature: Musô Soseki in His Gardens, Ann Arbor (MI), University of Michigan Press, coll. « Michigan Monograph Series in Japanese Studies », 2007, 312 p. (ISBN 978-1-929-28037-7, DOI 10.3998/mpub.9340022)

- (en) Heinrich  Dumoulin, Zen Buddhism: A History, vol. II : Japan, Bloomington (IN), World Wisdom, 2005, 509 p. (ISBN 978-0-941-53290-7), p. 36-37; 151-177; 225-228 et passim
- (en) Kenji Matsuo, A History of Japanese Buddhism, Folkestone (UK), Global Oriental, 2007, xiii, 264 (ISBN 978-1-905-24659-5), p. 193-196
- (en) Ildegarda Scheidegger, Studies on the Calligraphy of the Zen Master Musô Soseki, Berne, Peter Lang, 2005, 207 p. (ISBN 978-3-039-10692-9)
- Masumi SHIBITA, Les maîtres zen du Japon, Paris, Maisonneuve & Larose, 1995 (1re éd. 1969), 246 p. (ISBN 978-2-706-81202-6), p. 68-83
- (en) Molly Vallor, Not Seeing Snow: Musō Soseki and Medieval Japanese Zen, Leiden, Brll, coll. « Brill's Japanese Studies Library », 2019, xvi, 264 (ISBN 978-9-004-38628-0, DOI https://doi.org/10.1163/9789004393899)

#### Articles et chapitres d'ouvrage
- François Berthier, « Les jardins japonais : principes d'aménagement et évolution historique », Extrême-Orient, Extrême-Occident, no 22 « L'art des jardins dans les pays sinisés. Chine, Japon, Corée, Vietnam (Léon Vandermeersch (Dir.)) »,‎ 2000, p. 73-92 (DOI 10.3406/oroc.2000.1117)
- (en) Norris Brock JOHNSON, « Zen Buddhist Landscapes and the Idea of Temple: Muso Kokushi and Zuisen-ji, Kamakura, Japan », Architecture & Comportement / Architecture & Behaviour, vol. 9, no 2,‎ 1993, p. 213-226 (lire en ligne)
- (en) Norris Brock JOHNSON, « Mountain, Temple, and theDesign of Movement: Thirteenth-Century Japanese Zen Buddhist Landscapes », dans Michel Conan, Landscape Design and the Experience of Motion, Washington, D.C., Dumbarton Oaks Research Library and Collection, coll. « Dumbarton Oaks Colloquium on the History of Landscape Architecture », 2003, 327 p. (ISBN 978-0-884-02293-0), p. 157-185

#### Site web
- (en) « Muso Soseki (Muso Kokushi) (1275-1351) », sur jgarden.org, 1er janvier 1996 (consulté le 5 janvier 2021)